# Mestna avtobusna linija št. 16 (Maribor)
Mestna avtobusna linija številka 16 AP Mlinska – Zgornji Duplek je ena izmed 19 avtobusnih linij javnega mestnega prometa v Mariboru. Poteka v smeri sever - vzhod - jugovzhod in povezuje središče Maribora s Taborom, Greenwichem, Pobrežjem, Brezjem, Dogošami in Zgornjim Duplekom.

## Trasa
- smer AP Mlinska – Zgornji Duplek: Mlinska ulica - Partizanska cesta - Titova cesta - Ulica heroja Bračiča - Svetozarevska cesta - Ulica kneza Koclja - Glavni trg - Stari most - Trg revolucije - Dvorakova ulica - Ulica Moše Pijada - Ljubljanska ulica - Trg revolucije - Pobreška cesta - Čufarjeva cesta - Ulica Veljka Vlahoviča S31 - Ulica Veljka Vlahoviča trg. center - Cesta XIV. divizije - Dupleška cesta - Zgornji Duplek.
- smer Zgornji Duplek – AP Mlinska: Zgornji Duplek - Dupleška cesta - Cesta XIV. divizije - Ulica Veljka Vlahoviča trg. center - Ulica Veljka Vlahoviča S31 - Čufarjeva cesta - Pobreška cesta  - Trg revolucije - Stari most - Glavni trg - Ulica kneza Koclja - Svetozarevska cesta - Ulica heroja Bračiča - Titova cesta - Partizanska cesta - Mlinska ulica.

## Režim obratovanja
Linija obratuje vse dni v letu, tj. ob delavnikih, sobotah, nedeljah in praznikih.  Avtobusi najpogosteje vozijo ob delavniških prometnih konicah.